# Bernard Jourd'hui
Pour les articles homonymes, voir Jourd'hui.
Bernard Jourd'hui est un homme politique français, député communiste de la Seine de 1956 à 1958. Il est né à Paris XIIIe le 29 avril 1925 ou il meurt le 16 novembre 1979 d'un infarctus.

## Biographie
Fils d'un gardien de la paix originaire des Vosges et d'une infirmière chef d'un hôpital parisien, Bernard Jourd'hui obtient le certificat d'études primaires puis deux CAP l'un d'ajusteur et le second de décorateur.  En 1944 à 19 ans, il est ouvrier ajusteur aux usines Panhard et s'engage dans la Résistance. La guerre terminée, il devient militant du Parti communiste français et de la CGT. 
Entre 1957 et 1962 il occupe le poste de premier secrétaire de la Fédération de Paris du PCF en remplacement de Raymond Guyot. Il est  remplacé à la direction de cette fédération par Paul Laurent. Après cette période, il devient membre de la Commission exécutive de la CGT en 1963 puis responsable de l’Union départementale CGT de Paris jusqu'en 1967 pour terminer à l'Union départementale du Val-de-Marne (1967-1970). Il cessera toutes responsabilités politiques ou syndicales après cette date.
En 1980, après sa mort, il a été au centre d'une controverse remettant en cause la biographie officielle de Georges Marchais. Ils étaient soupçonnés d'avoir tous les deux participé en 1955 à une école internationale des cadres communistes à Moscou. En avançant cela l'historien Philippe Robrieux aurait prouvé par ce fait, les liens du secrétaire général du PCF avec l'Union soviétique. Selon l'auteur de la biographie de Bernard Jourd'hui dans Le Maitron, la présence de celui-ci à Moscou semble improbable en 1955. Les protagonistes sont décédés tous les deux emportant avec eux les preuves de cette histoire.
 Mandat parlementaire :  
- Député de la Seine (1re circonscription : Paris-rive gauche) : 2 janvier 1956 - 8 décembre 1958.

Il est le père de Gérard Jourd'hui, auteur, producteur et réalisateur.